# 船橋市立船橋高等学校
船橋市立船橋高等学校（ふなばししりつふなばしこうとうがっこう）は、千葉県船橋市市場四丁目にある市立高等学校。

## 概要
普通科、商業科、体育科の3学科を設置。普通科には「国際教養コース」というコースがあり、英語に特化した教育を行っている。
「船橋」の地名を冠する千葉県立船橋高等学校と区別するため、県民からは「市船（いちふな）」の通称で呼ばれる。単に「ふなこう」と言えば県立高校のこと。
「市立船橋」（いちりつふなばし）と呼ぶことも多い。ただし同校が出場した第104回全国高等学校野球選手権大会でNHKの実況は「いちりつふなばし」ではなく「しりつふなばし」に統一して伝えた。このことから多くの視聴者からNHKに問い合わせが寄せられた。同時に中継したABCテレビ、ABCラジオでも「しりつふなばし」に統一して伝えた。一方同校が出場した第102回全国高等学校サッカー選手権大会で日本テレビの実況は「いちりつふなばし」に統一して伝えた。過去に同校が同大会に出場したときも同様である。
2022年は前述の野球部の15年ぶりの甲子園出場と同校吹奏楽部を描いた映画『20歳のソウル』の公開が重なり注目を集めたが、同年から翌年にかけてサッカー部、吹奏楽部、バレーボール部で部員の不祥事や顧問の暴行事件が相次いで発覚し、教員の人事異動が極めて少なく「部活王国」になりがちな市立高校のあり方が問われることとなった。

## 沿革
（沿革節の主要な出典は公式サイト）
- 1956年（昭和31年）12月24日 - 千葉県教育委員会より設置認可。普通科2学級、商業科2学級を設置
- 1957年（昭和32年）4月6日 - 開校式を挙行。この年、父母と教師の会、生徒会が発足
- 1958年（昭和33年）1月16日 - 創立記念日を制定。この年、新校舎移転による式典を挙行、校旗を制定
- 1959年（昭和34年） - 校歌を制定
- 1960年（昭和35年） - 同窓会が発足。体育館が落成
- 1962年（昭和37年） - 普通科を2学級増置
- 1967年（昭和42年） - 創立10周年記念式典を挙行
- 1978年（昭和53年） - 仮校舎へ移転。旧校舎取り壊し作業を開始
- 1979年（昭和54年） - 新校舎の建設を開始
- 1980年（昭和55年）
  - 6月 - 新校舎が完成。仮校舎より移転
  - 9月 - 新校舎開きを挙行
- 1981年（昭和56年） - 普通科学級を増置。11月10日に創立25周年並びに新校舎落成記念式典を挙行
- 1983年（昭和58年） - 体育科1学級を設置
- 1984年（昭和59年）4月 - 体育科1学級を増置
- 1987年（昭和62年）11月21日 - 創立30周年記念式典を挙行
- 1989年（平成元年） - アメリカヘイワード市・モロー高校と姉妹校提携の調印
- 1990年（平成2年） - 校樹（楠の木）を制定し、記念植樹を行う
- 1994年（平成6年）3月23日 - 体育科創設10周年記念行事を挙行。この年、普通科に留学教育コースを1学級設置
- 1995年（平成7年）5月10日・11日 - 中国西安市、第85中学校と姉妹校提携の調印及び記念植樹式
- 1997年（平成9年）11月19日 - 創立40周年記念式典を挙行
- 2007年（平成19年）11月14日 - 創立50周年記念式典を挙行
- 2010年（平成22年） - 同窓会創立50周年記念式典を挙行
- 2012年（平成24年） - モロー高校姉妹校提携20周年記念行事を挙行
- 2014年（平成26年）1月9日 - 体育科創設30周年記念行事を挙行
- 2015年（平成27年） - 千葉商科大学、神田外語大学、千葉工業大学と高大連携協定に調印
- 2016年（平成28年） - 普通科の学区拡大
- 2017年（平成29年） - 本年度入学生より単位制を導入。普通科にαコースを設置。留学教育コースを国際教養コースに名称変更。第3体育館建て替え工事を開始
- 2018年（平成30年）
  - 1月31日 - 創立60周年記念式典を挙行
  - 2月24日 - 第3体育館お披露目会を挙行

## 課程等
- 普通科（全日制・単位制）
  - 国際教養コース
  - α類型
  - 文系コース
  - 理系コース
- 商業科
- 体育科

## 日商簿記甲子園
- 2024年度、第1回全国高等学校日商簿記選手権大会（日商簿記甲子園）開催（日本商工会議所日商簿記検定施行70周年記念事業）の参加校である。

## 部活動

### サッカー部
監督に布啓一郎が就任してから力を付け、Jリーガーも多数輩出している。第83回天皇杯全日本サッカー選手権大会に出場した2003年度のチームは、当時のJリーグ王者横浜F・マリノス相手に2対2で延長戦まで戦い抜きPK戦まで健闘したことで知られる。世界・主要全国タイトルは、全国高校最多の計21回。
- 世界招待大会
  - オッテンカップ世界ユース選手権大会：優勝1回（2000年）
  - サニックス杯国際ユースサッカー大会：優勝2回（2003年、2017年）
- 全国大会
  - 全国高等学校サッカー選手権大会：優勝5回（1994年度、1996年度、1999年度、2002年度、2011年度）
  - 高校総体：優勝9回（1987年、1988年、1998年、2001年、2007年、2008年、2010年、2013年、2016年）
  - 高円宮杯全日本ユース(U-18)サッカー選手権大会：優勝1回（2003年）
  - 天皇杯全日本サッカー選手権大会：3回戦進出（2003年）
- 全国招待大会
  - FBS杯高校チャンピオン大会：優勝3回（1998年、1999年、2004年）
- 地域リーグ
  - 高円宮杯U-18サッカーリーグ プリンスリーグ関東：優勝2回（2003年、2007年）

### 野球部

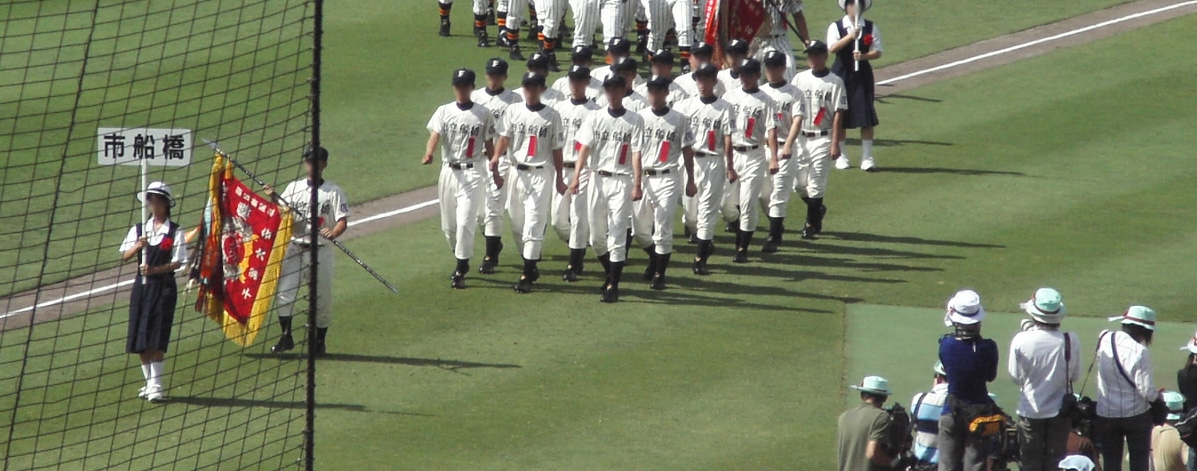
{2007年夏の第89回全国高等学校野球選手権大会
阪神甲子園球場での開会式・入場行進の様子

甲子園大会には、春2回・夏6回出場している（2022年現在）。春の選抜は1988年（第60回）に、夏の大会は1993年（第75回）に初出場した。最高成績は1993年夏（第75回）の準決勝進出。なお、1997年夏（第79回）の1回戦では8点差を逆転し、勝利を収めた（詳細は第79回全国高等学校野球選手権大会#エピソード）。

### バスケットボール部
男子は1985年インターハイと1998年ウィンターカップでそれぞれ準優勝を経験（決勝の相手はいずれも秋田県立能代工業高等学校)。現在も柏市立柏高等学校、千葉県立八千代高等学校と全国大会の出場権を争っている。
2013年の関東大会決勝戦は、京北高等学校との接戦の末、勝利し優勝している。

### 陸上競技部
小出義雄監督就任後に頭角を現し、1985年に第36回全国高等学校駅伝競走大会に初出場し、翌1986年第37回同大会で優勝（2時間6分30秒、当時高校最高記録）し、渡辺康幸が3年時に走った1991年第42回同大会では2位（2時間7分01秒）であった。以後1990年代まで千葉県代表の常連となる。
女子では1989年の第1回大会と1992年の第4回全国高等学校駅伝競走大会でそれぞれ優勝し、1990年の第2回大会、1991年の第3回大会ではそれぞれ2位、1993年の第5回大会、1994年の第6回大会、1995年の第7回大会ではそれぞれ3位だった。
2023年に千葉県として初優勝となる2023年インターハイ陸上4×100mリレーで優勝を飾った。

### 体操部
ナショナル強化選手を多く輩出している。

### 水泳部
全国高等学校総合体育大会水泳競技大会女子総合優勝3回。

### 吹奏楽部
第55回(2007年)全日本吹奏楽コンクールに初出場し、銀賞受賞。また、東関東吹奏楽コンクールにおいては金賞の常連校。
2016年からは、かしわ記念のファンファーレの演奏を担当している。

## 不祥事

### サッカー部での飲酒事案
3年生部員のうち、2022年1月に部員宅で3人、8月にバーベキューで6人が飲酒をしていたことが2022年11月に発覚した。全員が飲酒を認めたため、当該部員を欠場させたうえで県大会に出場した。

### 吹奏楽部での盗撮事件
2022年9月に館山市内で行われた合宿中、男子部員が女子シャワー室にスマートフォンを設置し、女子部員8人が盗撮の被害に遭った。同部顧問が学校への報告をしないなどの対応を取ったため、一部の被害関係者が船橋市議会へ相談し事態が発覚した。週刊ポストの取材に対し教頭は部員の盗撮事実を認めたが、学校からの発表は行わないとした。

### バレーボール部での暴行事件
60歳の顧問が、部員に服を脱ぐよう命令したうえで頭髪を掴んで引きずりまわす、至近距離からバレーボールを顔面に投げつけるなどの暴行を加えた容疑で、2023年2月に船橋警察署に逮捕された。

## 著名な出身者

### サッカー
- 安達亮
- 境秋範
- 小川誠一
- 井尻明
- 野口幸司
- 庄司孝
- 永田崇
- 小原一典
- 高田昌明
- 和田潤
- 鬼木達[21]
- 渡辺敦夫
- 水野淳
- 秋葉忠宏
- 鈴木和裕
- 茶野隆行
- 森崎嘉之
- 鈴木正人
- 城定信次
- 松森亮
- 砂川誠
- 式田高義
- 佐藤陽彦
- 髙木理己
- 吉川京輔
- 中村直志
- 北嶋秀朗[21]
- 遠藤大志
- 山根伸泉
- 軽部雅也
- 松田正俊
- 西紀寛
- 黒河貴矢
- 羽田憲司
- 原竜太
- 植草裕樹
- 中澤聡太
- 永井俊太
- 本橋卓巳
- 松ヶ枝泰介
- 秋田政輝
- 阿部翔平
- 大久保裕樹
- 青木良太
- 小宮山尊信
- 小川佳純
- 高安亮介
- 原一樹
- 佐藤優也
- 増嶋竜也
- 石井秀典
- 鈴木修人
- カレン・ロバート
- 高橋昌大
- 中林洋次
- 渡辺広大
- 村山智彦
- 笠原昂史
- 佐藤大基
- 上福元直人
- 橋本真人
- 山田拓巳
- 加藤弘堅
- 中村充孝
- 水野輝
- 馬渡和彰
- 今瀬淳也
- 石原幸治
- 和泉竜司
- 鈴木潤
- 小出悠太
- 磐瀬剛
- 石田雅俊
- 柴戸海
- 志村滉
- 椎橋慧也
- 永藤歩
- 矢村健
- 井岡海都
- 真瀬拓海
- 杉岡大暉
- 原輝綺
- 高宇洋
- 金子大毅
- 杉山弾斗
- 福元友哉
- 藤田雄士
- 長谷川凌
- 田中悠也
- 西堂久俊
- 井上怜
- 鈴木唯人
- 賀澤陽友
- 畑大雅
- 石田侑資
- 針谷奎人

### 野球
- 大野和哉
- 立石尚行
- 小笠原孝
- 林昌範
- 岩嵜翔[21]
- 山崎正貴
- 村田和哉
- 福元淳史
- 望月大希
- 森本哲星

### バスケットボール
- 藤田将弘
- 三谷藍
- 岩佐潤
- 磯山絵美
- 鵜澤潤
- 渡邉由穂
- 遠藤祐亮
- 阿部諒
- 野﨑由之
- 市場脩斗

### バレーボール
- 青木一平
- 川井梅香
- 小菅真弓
- 今西郁瑠
- 倉見夏乃
- 大村季色
- 雜賀恵斗
- 佐々木遥子
- 小島満菜美

### ラグビー
- 村山廉
- 大黒田裕芽
- 鈴木実沙紀
- 関本圭汰
- 山中美緒
- 松橋周平

### 陸上
- 河合美香
- 鈴木博美[21]
- 渡辺康幸
- 小出正子
- 市河麻由美
- 前田康弘
- 福井誠
- 岡部奈緒
- 梨本真輝
- 関谷夏希

### 体操
- 佐藤寿治
- 谷川翔
- 橋本大輝

### 競泳
- 鈴木大地
- 稲田法子

### 芸能
- 志賀真理子（アイドル）
- ペナルティ (お笑いコンビ)
- 源 (俳優)
- 小松優一（シンガーソングライター）
- 末広ゆい（女優）
- ウェルダン (お笑いコンビ)
- 七瀬由紀子（歌手）
- トミドコロ（芸人）
- 高橋美佳子（声優）
- 田村雄一 （俳優）
- 多田慎也（シンガーソングライター）
- 清水理央（日向坂46）

### その他
- 吉田悦花（作家）
- 渡辺真由美（アニメーター）
- 川口悠子（スケート）
- 富松恵美（総合格闘家）
- 森田太（プロデューサー）
- たむじょー（ランニング×コメディYouTuber）

## アクセス
- 東船橋駅より徒歩約10分
- 京成船橋駅・船橋駅より徒歩約13分
- 船橋新京成バス船橋警察署前より徒歩約5分